# Giovanni Miranda
Giovanni Miranda, in spagnolo Juan de Miranda (fl. XVI secolo), è stato un grammatico e ispanista spagnolo del XVI secolo.
Il suo nome è noto per le  Osservationi della lingua castigliana di M. Giovanni Miranda divise in quatro libri: ne’ quali s’insegna con grande facilità la perfetta lingua spagnuola. Con due tauole: l’una di’ capi essentiali, & l’altra delle cose notabili pubblicate a Venezia nel 1566 dall’editore italiano Gabriele Giolito de’ Ferrari.

## Biografia
Non si conosce molto riguardo alla vita di Giovanni Miranda. Si sa che era di origine spagnola perché lui stesso lo afferma nel prologo A’ Lettori delle Osservationi.
Si trasferì in Italia e si stabilì a Venezia prima del 1566, anno in cui le Osservationi vennero pubblicate. Secondo alcuni studiosi Miranda (Carreras) sarebbe arrivato in Italia come interprete e come spia al servizio di un ambasciatore di Carlo V.
Era un uomo colto e conosceva non solo le lingue classiche, il greco e il latino, ma anche l’italiano e il tedesco. La sua conoscenza dell’italiano si manifesta nella traduzione di alcune opere di Fray Luis de Granada, della novella cavalleresca Historia del Valoroso Cavalier Polismán e dei Dialoghi di Massimo Troiano. Inoltre, scrisse il prologo al testo scientifico Dos libros de Cosmographia di Gerónimo Girava Tarragonés.

## Osservationi
La struttura della grammatica è composta da quattro libri.
Nel libro primo si analizzano temi quali la pronuncia, l’articolo, il nome, l’aggettivo, i diminutivi, i numerali, i cardinali, i pronomi possessivi, dimostrativi e relativi.
Nel libro secondo si trattano solamente i verbi.
Nel libro terzo vengono descritte invece le parti invariabili del discorso, i comparativi, l’uso del verbi estar, andar, ir, hallar, caer, picarse. In questo libro vengono inoltre presentati alcuni giochi di parole.
Infine, nel libro quarto si presentano regole di ortografia e di prosodia.
Miranda scrive le Osservationi secondo il modello grammaticale tradizionale latino. La novità introdotta dalla sua opera è la grande quantità di esempi lessicali e fraseologici, che si presentano in colonne bilingue italiano e spagnolo.
Le spiegazioni in italiano, semplici e descrittive, anziché teoriche, comparano le caratteristiche del castigliano con quelle proprie dell’italiano, mettendo in risalto le differenze e le similitudini tra i due idiomi, facilitando così la comprensione dei problemi. Per quanto riguarda le differenze fonetiche Miranda spiega come leggere le grafie che differiscono nel castigliano rispetto al toscano, considerandole come lettere autonome e non varianti di lettere esistenti in italiano. Questa seconda idea era supportata da autori come Delicado e Ulloa.
Grazie a questi tratti di stile e struttura le Osservationi divennero un modello per tutta la tradizione grammaticale della lingua spagnola fino al XX secolo.
La critica più importante che viene fatta a Miranda è la mancanza della sintassi come tema trattato. In realtà si ritrovano tratti di teoria sintattica, seppur superficiali, quando l’autore afferma come la costruzione della frase in castigliano sia paragonabile a quella del latino. Le poche spiegazioni sono dovute a una idea dell’epoca secondo la quale la lettura era il miglior modo per imparare la sintassi.

### Contesto Storico
Il Cinquecento fu un secolo di espansione politica, territoriale e commerciale per la Spagna. Lo spagnolo si diffuse per tutta l’Europa e divenne una lingua molto studiata dai gruppi elitari: i militari spagnoli e gli altri funzionari percorrevano l’Europa parlando la propria lingua e i nobili degli altri paesi cercarono di imitarli per mantenere il loro stato di privilegio ed acquisire nuovi favori.
Per l’apprendimento della lingua vennero scritti i primi manuali di grammatica spagnola., tra cui una grammatica comparata intitolata Il paragone della lingua Toscana et Castigliana, opera del 1560 di Mario Alessandri D'Urbino e pubblicata a Napoli. Essa che comparava tratti della lingua toscana e quelli della lingua spagnola.

### Finalità, influenza e successo dell’opera
La grammatica Osservationi di Miranda ebbe un grande successo e fu fondamentale per la didattica della lingua spagnola, come dimostrano le numerosa riedizioni; sebbene l’opera fosse stata pensata per italiani, nel XVI secolo, fu presa a modello da grammatiche di altre lingue, come la Grammaire et observations de langue Espagnole di César Oudin, la Parfaite Méthode di Noël Charpentier e la Spanish Grammar di John Minsheu. Anche la Real Academia Española, quando iniziò a organizzare la sua grammatica, considerò l’opera di Miranda.
Le Osservationi di Miranda risposero ad una necessità pratica, come dimostra l'abbondanza di esempi di tipo contrastivo insieme alla scarsità di teoria grammaticale. Nelle Osservationi, le caratteristiche che definiscono la lingua spagnola furono comparate con quelle proprie della lingua italiana, così da enfatizzare sempre le differenze e le somiglianze per facilitare la comprensione dei problemi.
Grazie alle numerose ristampe, l’opera si diffuse non solo in Italia, bensì in tutta Europa. Il trionfo delle Osservationi fu determinato dalla struttura di tipo classico dell’opera, divisa in quattro libri con i contenuti presentati in modo graduale. Il registro medio-elevato dell’opera fu definito comun parlar castigliano perché basato sulla naturalezza della lingua e l’esclusione di varianti geografiche diverse dalla norma di Toledo.
L’opera di Miranda è un’opera originale, diversa dalle precedenti, e modello fondamentale per l’insegnamento di una lingua straniera. Il suo successo superò le frontiere e i secoli, giungendo quasi inalterato fino a metà del XVIII secolo.